# Aspidoscelis maximus
Aspidoscelis maximus (півострівний батогохвіст) — вид ящірок родини теїдових (Teiidae). Ендемік Мексики.

## Поширення і екологія
Півострівні батогохвости мешкають на півдні Каліфорнійського півострова, на південь від затоки Ла-Пас. Вони живуть в пустелях і напівпустелях.